# Cerkiew św. Eliasza w Eupatorii
Cerkiew św. Eliasza – prawosławna cerkiew w Eupatorii, w jurysdykcji eparchii symferopolskiej i krymskiej Rosyjskiego Kościoła Prawosławnego.
Cerkiew została wzniesiona na prośbę społeczności Greków wyznania prawosławnego zamieszkujących Eupatorię. W 1901 władze miejskie bezpłatnie przekazały na potrzeby budowy obiektu działkę budowlaną o powierzchni 600 sążni kwadratowych (2732.4 m²). Do 1907 powstał projekt obiektu przygotowany przez architekta miejskiego A. Gienricha. Świątynia miała być budowana początkowo wyłącznie za pieniądze pochodzące z datków wiernych. Z powodu niedostatecznych wpływów z tego źródła w 1908 F. Wasilkioti wystąpił w imieniu Greków w Dumie, prosząc o 5000 rubli dopłaty z funduszy państwowych. Gubernator Eupatorii zgodził się wpłacać tę sumę w ratach – 1000 rubli na rok – oraz przekazał 400 rubli i żyrandol jako osobisty wkład w budowę.

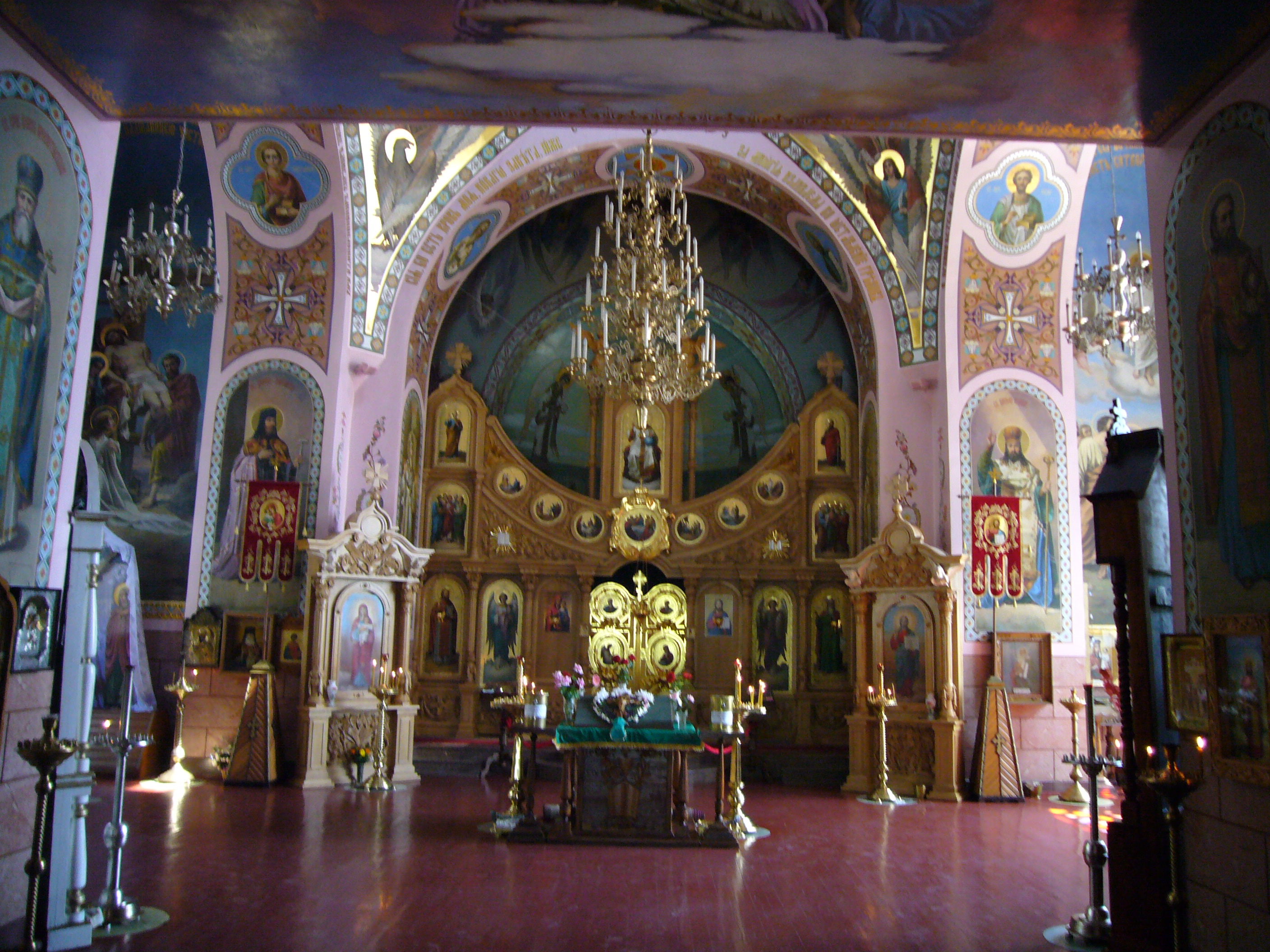
Wnętrze cerkwi

Mimo uzyskanego wsparcia finansowego środki zebrane na budowę nadal nie były wystarczające, co sprawiło, iż wznoszenie cerkwi trwało od czerwca 1911 do czerwca 1918 (30 czerwca 1918 miało miejsce poświęcenie budowli). Z powodu faktu, iż parafianie świątyni byli narodowości greckiej, władze bolszewickie w pierwszych latach po rewolucji październikowej zdecydowały nie zamykać świątyni. Z obiektu usunięto jedynie dzwony. W 1936 lokalne władze radzieckie zamknęły cerkiew, twierdząc, iż parafia nie jest w stanie utrzymywać jej w należytym stanie technicznym. W końcu lat 50 XX wieku w świątyni urządzono z nakazu KPZR salę gimnastyczną. Budynek został ponownie zaadaptowany na cele religijne po upadku ZSRR.
Według informacji podawanych przez eparchię symferopolską i krymską, w 1999 na szkle przykrywającym główną ikonę patrona świątyni, proroka Eliasza, w niewytłumaczalny sposób pojawiła się postać świętego.
Budynek reprezentuje styl neobizantyński. Został wzniesiony na planie krzyża, z kopułą na ośmiobocznym bębnie. Zewnętrznie zdobiony jest rzędami pilastrów, łuków, jego okna wypełniono witrażami. Główne wejście do obiektu prowadzi przez portal w formie łuku wspartego na dwóch półkolumnach. Od wschodu do głównej bryły obiektu przylega absyda. Dzwonnica cerkwi była obiektem wolno stojącym; została zniszczona z polecenia KPZR w latach 60 XX wieku i odbudowana po upadku ZSRR.